# НОС (премия)
«НОС» («Новая словесность») — литературная премия за прозаическое произведение на русском языке. Учреждена Фондом Михаила Прохорова в 2009 году (к двухсотлетию Николая Гоголя, автора одноимённой повести). С 2022 года деятельность премии заморожена для «юридической экспертизы», с помощью которой Фонд, по собственному заявлению, намерен «адаптировать свою благотворительную программу под меняющиеся законодательные инициативы в общественной и культурной сфере».

## Порядок присуждения премии
Цель премии — выявление и поддержка новых трендов в современной художественной словесности на русском языке.
Премия присуждается ежегодно. На соискание премии выдвигаются прозаические произведения на русском языке в широком жанровом диапазоне, впервые опубликованные в книжном и журнальном форматах, а также в электронных СМИ, в период с 1 июня предыдущего года по 31 июля текущего. Правом выдвижения обладают книжные издательства, средства массовой информации, творческие союзы и объединения, литературные агентства.
Рабочим органом премии является жюри, которое состоит из пяти человек, в том числе председателя. На первом этапе жюри заочно определяет «длинный список» премии (не ограниченный по числу позиций). На втором этапе жюри, а также экспертная группа (состоящая из трёх человек), очно, в ходе публичных дебатов, проходящих в рамках Красноярской ярмарки книжной культуры, определяют «короткий список» премии (от 6 до 10 позиций). На третьем этапе жюри (председатель которого обладает правом дополнительного голоса), а также экспертная группа (обладающая одним на всех голосом), в ходе публичных дебатов определяют лауреата премии.
Общий призовой фонд премии составляет от 1 500 000 до 1 660 000 рублей:
- 700 000 получает лауреат премии;
- 40 000 получает каждый финалист премии;
- 200 000 получает лауреат в номинации «Приз читательских симпатий»;
- 200 000 получает лауреат в номинации «Приз критического сообщества»;
- 200 000 получает лауреат регионального проекта премии.

Все лауреаты получают статуэтку-символ премии (работы норильского художника Олега Осьмука).

## Лауреаты

### 2009
Жюри:
- Алексей Левинсон — председатель.
- Кирилл Кобрин.
- Марк Липовецкий.
- Елена Фанайлова.
- Владислав Толстов.

Эксперты:
- Николай Александров.
- Константин Мильчин.

Финалисты:
- Татьяна Бочарова, документальная книга «Новочеркасск: кровавый полдень».
- Сергей Носов, сборник эссе «Тайная жизнь петербургских памятников».
- Андрей Аствацатуров, роман «Люди в голом».
- Лев Гурский, памфлет «Роман Арбитман».
- Андрей Степанов, сборник притч «Сказки не про людей».
- Лена Элтанг, роман «Каменные клёны».

Лауреат в номинации «Приз читательских симпатий» — Владимир Сорокин, сборник новелл «Сахарный Кремль».

### 2010
Жюри:
- Алексей Левинсон — председатель.
- Кирилл Кобрин.
- Марк Липовецкий.
- Елена Фанайлова.
- Владислав Толстов.

Эксперты:
- Николай Александров.
- Константин Мильчин.
- Дмитрий Кузьмин.

Финалисты:
- Василий Авченко, книга «Правый руль».
- Всеволод Бенигсен, роман «Раяд».
- Лидия Головкова, документальная книга «Сухановская тюрьма».
- Алексей Иванов, книга-альбом «Хребет России».
- Павел Нерлер при участии Николая Поболя и Дмитрия Зубарева, документальная книга «Слово и „Дело“ Осипа Мандельштама. Книга доносов, допросов и обвинительных заключений».
- Максим Осипов, книга «Грех жаловаться».
- Виктор Пелевин, роман «t».
- Павел Пепперштейн, сборник рассказов «Весна».
- Владимир Сорокин, повесть «Метель».

Лауреат в номинации «Приз читательских симпатий» — София Вишневская, сборник эссе «Антре. История одной коллекции».

### 2011
Жюри:
- Марк Липовецкий — председатель.
- Кирилл Кобрин.
- Константин Мильчин.
- Елена Фанайлова.
- Владислав Толстов.

Эксперты:
- Николай Александров.
- Андрей Левкин.
- Дмитрий Кузьмин.

Финалисты:
- Игорь Вишневецкий, повесть «Ленинград»
- Андрей Аствацатуров, «Скунскамера» — лауреат в номинации «Приз читательских симпатий».
- Николай Байтов, «Думай, что говоришь».
- Дмитрий Данилов, «Горизонтальное положение».
- Николай Кононов, «Фланёр».
- Александр Маркин, «Дневник 2006—2011».
- Виктор Пелевин, «Ананасная вода для прекрасной дамы».
- Мария Рыбакова, «Гнедич».
- Михаил Шишкин, «Письмовник».
- Ирина Ясина, «История болезни».

### 2012
Финальные дебаты состоялись 1 февраля в Лектории Политехнического музея (Москва).
Жюри:
- Константин Мильчин — председатель.
- Николай Александров.
- Андрей Аствацатуров.
- Максим Кронгауз.
- Галина Юзефович.

Эксперты:
- Дмитрий Кузьмин.
- Андрей Левкин.
- Линор Горалик.

Финалисты:
- Елизавета Александрова-Зорина, «Маленький человек»
- Лора Белоиван, «Карбид и амброзия»
- Сергей Гандлевский, «Бездумное былое»
- Михаил Гиголашвили, «Захват Московии»
- Георгий Давыдов, «Крысолов»
- Николай Кононов, «Бог без машины. Истории 20 сумасшедших, сделавших в России бизнес с нуля»
- Алексей Моторов, «Юные годы медбрата Паровозова»
- Олег Рашидов, «Сколково. Принуждение к чуду»
- Лев Рубинштейн, «Знаки внимания».

Лауреат в номинации «Приз читательских симпатий» — Алексей Моторов, книга «Юные годы медбрата Паровозова».

### 2013
Жюри:
- Константин Мильчин — председатель.
- Николай Александров.
- Андрей Аствацатуров.
- Максим Кронгауз.
- Галина Юзефович.

Эксперты:
- Дмитрий Кузьмин.
- Андрей Левкин.
- Линор Горалик.

Финалисты:
- Сергей Беляков, «Гумилев сын Гумилева».
- Евгений Водолазкин, «Лавр».
- Александр Григоренко, «Ильгет. Три имени судьбы».
- Михаил Елизаров, «Мы вышли покурить на 17 лет» — лауреат в номинации «Приз читательских симпатий».
- Андрей Иванов, «Харбинские мотыльки».
- Эдуард Кочергин, «Записки Планшетной крысы».
- Владимир Мартынов, «Книга книг».
- Маргарита Хемлин, «Дознаватель».
- Константин Чарухин, «Щежерь».

### 2014
Жюри:
- Дмитрий Кузьмин — председатель.
- Ирина Саморукова.
- Мария Степанова.
- Елена Гремина.
- Константин Богомолов.

Эксперты:
- Анна Наринская.
- Константин Богданов.
- Владимир Мирзоев.

Финалисты:
- Александр Мильштейн, «Параллельная акция».
- Максим Гуреев, «Покоритель орнамента».
- Владимир Сорокин, «Теллурия» — лауреат в номинации «Приз читательских симпатий».
- Маргарита Меклина, «Вместе со всеми».
- Линор Горалик, «Это называется так».
- Алексей Цветков-младший, «Король утопленников».
- Татьяна Фрейденссон, «Дети Третьего рейха».
- Светлана Алексиевич, «Время секонд хэнд».
- Владимир Рафеенко, «Демон Декарта».

### 2015
Жюри:
- Константин Богомолов — председатель.
- Николай Усков.
- Анна Гор.
- Дмитрий Споров.
- Тимофей Дзядко.

Эксперты:
- Анна Наринская.
- Константин Богданов.
- Татьяна Венедиктова.

Финалисты:
- Александр Ильянен, «Пенсия».
- А. Нуне, «Дневник для друзей».
- Полина Барскова, «Живые картины».
- Татьяна Богатырёва, «Марианская впадина».
- Данила Зайцев, «Повесть и житие Данилы Терентьевича Зайцева».
- Мария Голованивская, «Пангея».
- Гузель Яхина, «Зулейха открывает глаза».

Лауреат в номинации «Приз читательских симпатий» — Екатерина Марголис, «Следы на воде».

### 2016
Жюри:
- Константин Богомолов — председатель.
- Антон Долин
- Агнешка Любомира Пиотровска.
- Дмитрий Споров.
- Татьяна Венедиктова.

Эксперты:
- Анна Наринская.
- Константин Богданов.
- Борис Куприянов.

Финалисты:
- Евгений Водолазкин, «Авиатор».
- Кирилл Кобрин, «Шерлок Холмс и рождение современности. Деньги, девушки, денди Викторианской Эпохи».
- Сергей Кузнецов, «Калейдоскоп: расходные материалы».
- Владимир Мартынов, «Книга Перемен».
- Александра Петрова, «Аппендикс».
- Борис Лего, «Сумеречные рассказы».
- Сергей Лебедев, «Люди августа».

Лауреат в номинации «Приз читательских симпатий» — Игорь Сахновский, «Свобода по умолчанию».

### 2017
Жюри:
- Константин Богомолов — председатель.
- Рома Либеров.
- Агнешка Любомира Пиотровска.
- Дмитрий Споров.
- Вера Мартынов.

Эксперты:
- Анна Наринская.
- Константин Богданов.
- Лев Оборин.

Финалисты:
- Ольга Брейнингер, «В Советском Союзе не было аддерола».
- Александр Бренер, «Жития убиенных художников».
- Дмитрий Глуховский, «Текст».
- Владимир Медведев, «Заххок».
- Герман Садулаев, «Иван Ауслендер».
- Алексей Сальников, «Петровы в гриппе и вокруг него» — лауреат в номинации «Приз критического сообщества»
- Владимир Сорокин, «Манарага» — лауреат в номинации «Приз читательских симпатий».
- Станислав Снытко, «Белая кисть».
- Анна Тугарева, «Иншалла. Чеченский дневник».
- Андрей Филимонов, «Головастик и святые».

### 2018
Жюри:
- Анна Наринская — председатель.
- Агнешка Любомира Пиотровска.
- Татьяна Венедиктова.
- Марина Давыдова.
- Екатерина Шульман.

Эксперты:
- Лев Оборин.
- Константин Богданов.
- Юрий Сапрыкин.

Финалисты:
- Денис Горелов, «Родина слоников».
- Юрий Лейдерман, «Моабитские хроники».
- Наталья Мещанинова, «Рассказы».
- Анна Немзер, «Раунд».
- Мария Степанова, «Памяти памяти».
- Ксения Букша, «Открывается внутрь».
- Евгения Некрасова, «Калечина-Малечина».
- Людмила Петрушевская, «Нас украли. История преступлений» — лауреат в номинации «Приз критического сообщества».
- Алла Горбунова, «Вещи и ущи».
- Виктор Пелевин, «iPhuck 10» — лауреат в номинации «Приз читательских симпатий».

### 2019
Жюри:
- Анна Наринская  — председатель.
- Агнешка Любомира Пиотровска.
- Татьяна Венедиктова.
- Константин Богданов.
- Юрий Сапрыкин.

Эксперты:
- Лев Оборин.
- Александр Архангельский.
- Олег Лекманов.

Финалисты:
- Николай Кононов, «Восстание».
- Александр Долинин, "Комментарий к роману Владимира Набокова «Дар».
- Кирилл Кобрин, «Поднебесный экспресс».
- Александр Стесин, «Нью-йоркский обход»[9].
- Линор Горалик, «Все, способные дышать дыхание».
- Даниил Туровский, «Вторжение. Краткая история русских хакеров».
- Евгений Чижов, «Собиратель рая».
- София Cиницкая, «Мироныч, дырник и жеможаха. Рассказы о родине».

### 2020
Жюри:
- Константин Богданов — председатель
- Егор Михайлов.
- Галина Юзефович.
- Борис Павлович.
- Юлия Вронская.

Эксперты:
- Лев Оборин.
- Агнешка Любомира Пиотровска.
- Николай Подосокорский.

Финалисты:
- Шамшад Абдуллаев, «Другой юг».
- Полина Барскова, «Седьмая щелочь: тексты и судьбы блокадных поэтов».
- Мария Бурас, «Истина существует. Жизнь Андрея Зализняка в рассказах её участников».
- Андрей Гоголев, «Свидетельство».
- Алла Горбунова, «Конец света, моя любовь».
- Рагим Джафаров, «Сато».
- Алексей Дьячков, «Хани, БАМ».
- Евгения Некрасова, «Сестромам. О тех, кто будет маяться».
- Виталий Терлецкий, «Собакистан».
- Микита Франко, «Дни нашей жизни»[10].

### 2021
Жюри:
- Константин Богданов — председатель
- Егор Михайлов.
- Александр Родионов.
- Оксана Тимофеева.
- Юлия Вронская.

Эксперты:
- Лев Оборин.
- Агнешка Любомира Пиотровска.
- Николай Подосокорский.

Финалисты:
- Оксана Васякина, «Рана».
- Ольга Медведкова, «Три персонажа в поисках любви и бессмертия».
- Евгения Некрасова, «Кожа».
- Валерий Печейкин, «Злой мальчик».
- Алексей Поляринов, «Риф».
- Артем Серебряков, «Фистула».
- Андрей Томилов, «Тайга далекая».
- Ислам Ханипаев, «Типа я».
- Иван Шипнигов, «Стрим».
- Роман Шмараков, «Алкиной».